# Ed Lauter
Edward Matthew Lauter Jr. (n. 30 octombrie 1938, Long Beach⁠(d), New York, SUA – d. 16 octombrie 2013, Los Angeles, California, SUA) a fost un actor și comedian american. Acesta a apărut în mai mult de 200 de filme și seriale de televiziune pe parcursul unei cariere de peste 40 de ani.

## Biografie
Lauter s-a născut și a crescut în Long Beach, New York⁠(d), fiul lui Edward Matthew Lauter și al lui Sally Lee. Mama sa a fost actriță și dansatoare pe Broadway în anii 1920. Era de origine germană și irlandeză.
După absolvirea liceului, s-a specializat în literatură engleză și a obținut o diplomă de licență⁠(d) în cadrul Universității Long Island⁠(d) în 1961. Pe parcursul studenției, a jucat baschet. Lauter a servit timp de doi ani în Armata Statelor Unite.

## Cariera
Primul său rol de actorie a fost un rol minor în reprezentația dramatică The Great White Hope⁠(d) în 1968. A debutat pe micul ecran într-un episod al serialului de televiziune Mannix în 1971. Primul său film a fost westernul Dirty Little Billy⁠(d) în 1972.
În calitate de actor de personaj, Lauter era cunoscut pentru înălțimea de 187 cm și chelia sa. A apărut în Complot de familie⁠(d) - ultimul film al regizorului Alfred Hitchcock - alături de Bruce Dern, Barbara Harris⁠(d), Karen Black și William Devane. Impresionat de interpretare sa, Hitchcock i-a oferit rolul principal în următorul său thriller romantic, însă acesta a murit înainte ca lungmetrajul The Short Night⁠(d) să intre în producție.
Lauter a apărut în numeroase filme. Printre cele mai cunoscute roluri ale sale au fost The Longest Yard⁠(d) (alias The Mean Machine) (1974), Breakheart Pass⁠(d) (1975), King Kong (1976), Magic⁠(d) (1978), Death Hunt⁠(d) (1981), Aventura lui Lyle Swann (1982), Cujo ( 1983), Death Wish 3⁠(d) (1985), My Blue Heaven⁠(d) (1990), The Rocketeer⁠(d) (1991), Seraphim Falls⁠(d) (2006) și The Artist (2011).
În televiziune, Lauter a avut roluri în seriale precum How the West Was Won⁠(d) (șeriful Martin Stillman), The New Land⁠(d), Dosarele X (astronautul Marcus Aurelius Belt în episodul „Space⁠(d)”), The Streets of San Francisco⁠(d), Kojak, The A-Team, Miami Vice (episodul „Shadow in the Dark”), Magnum, P.I.⁠(d) (episodul „Operation Silent Night”), Booker⁠(d), Farmece, Nemuritorul, Law & Order⁠(d), Star Trek: Generația următoare (episodul „The First Duty”), The Equalizer⁠(d), The Waltons⁠(d) și Spitalul de urgență.

## Moartea
Pe 16 octombrie 2013, cu două săptămâni înainte de a împlini 75 de ani, Lauter a murit de mesoteliom⁠(d), o formă rară de cancer.
După moartea actorului, familia a intentat un proces împotriva mai multor multor companii de producție, auto și radiodifuziune pentru ucidere din culpă⁠(d). De-a lungul carierei, Lauter a fost expus la azbest în diferite studiouri de film din Los Angeles, iar familia considera companiile vinovate de moartea sa. Procesul era încă pe rol la sfârșitul anului 2020.
Acesta a fost căsătorit de cinci ori și a avut patru copii. Fundația Ed Lauter, înființată după moartea sa, acordă burse tinerilor actori.

## Filmografie

### Filme
| An   | Titlu                                           | Rol                          | Note                          |
| ---- | ----------------------------------------------- | ---------------------------- | ----------------------------- |
| 1972 | The Magnificent Seven Ride!                     | Scott Elliot                 |                               |
| 1972 | The New Centurions                              | Galloway                     |                               |
| 1972 | Hickey & Boggs                                  | Ted                          |                               |
| 1972 | Bad Company                                     | Orin                         |                               |
| 1972 | Dirty Little Billy                              | Tyler                        |                               |
| 1972 | Rage                                            | Simpson                      |                               |
| 1973 | Lolly-Madonna XXX                               | Hawk Feather                 |                               |
| 1973 | The Last American Hero                          | Burton Colt                  |                               |
| 1973 | Executive Action                                | Operations Chief, Team A     |                               |
| 1974 | The Midnight Man                                | Leroy                        |                               |
| 1974 | The Longest Yard                                | Captain Wilhelm Knauer       |                               |
| 1975 | Satan's Triangle                                | Strickland                   |                               |
| 1975 | French Connection II                            | General Brian                |                               |
| 1975 | Breakheart Pass                                 | Major Claremont              |                               |
| 1976 | Family Plot                                     | Joseph Maloney               |                               |
| 1976 | King Kong                                       | First Mate Carnahan          |                               |
| 1977 | The White Buffalo                               | Tom Custer                   |                               |
| 1977 | The Chicken Chronicles                          | Mr. Nastase                  |                               |
| 1978 | Loose Shoes                                     | Sheriff Bob                  |                               |
| 1978 | Magic                                           | Duke                         |                               |
| 1981 | Death Hunt                                      | Hazel                        |                               |
| 1981 | The Amateur                                     | Anderson                     |                               |
| 1982 | Timerider: The Adventure of Lyle Swann          | Padre Quinn                  |                               |
| 1983 | Eureka                                          | Charles Perkins              |                               |
| 1983 | Cujo                                            | Joe Camber                   |                               |
| 1983 | The Big Score                                   | Parks                        |                               |
| 1984 | Lassiter                                        | "Smoke"                      |                               |
| 1984 | Finders Keepers                                 | Josef Sirola                 |                               |
| 1984 | Nickel Mountain                                 | W.D. Freund                  |                               |
| 1985 | Girls Just Want to Have Fun                     | Colonel Robert Glenn         |                               |
| 1985 | Real Genius                                     | David Decker                 |                               |
| 1985 | Death Wish 3                                    | Police Chief Richard Shriker |                               |
| 1986 | Youngblood                                      | Murray Chadwick              |                               |
| 1986 | Raw Deal                                        | Detective Baker              |                               |
| 1986 | 3:15                                            | Moran                        |                               |
| 1987 | Revenge of the Nerds II: Nerds in Paradise      | "Buzz"                       |                               |
| 1989 | Gleaming the Cube                               | Mr. Kelly                    |                               |
| 1989 | Tennessee Waltz                                 | Unknown                      |                               |
| 1989 | Fat Man and Little Boy                          | Whitney Ashbridge            |                               |
| 1989 | Born on the Fourth of July                      | Legion Commander             |                               |
| 1990 | My Blue Heaven                                  | Robert Underwood             |                               |
| 1991 | The Rocketeer                                   | FBI Agent Fitch              |                               |
| 1992 | Judgement                                       | Dallas Hale                  |                               |
| 1992 | School Ties                                     | Alan Greene                  |                               |
| 1993 | Extreme Justice                                 | Captain Shafer               |                               |
| 1993 | True Romance                                    | Captain Quiggle              | nemenționat                   |
| 1993 | Under Investigation                             | Captain Maguire              |                               |
| 1994 | Wagons East                                     | John Slade                   |                               |
| 1994 | Trial by Jury                                   | John Boyle                   |                               |
| 1995 | Leaving Las Vegas                               | Mobster #3                   |                               |
| 1995 | Girl in the Cadillac                            | Ben Wilmer                   |                               |
| 1995 | Digital Man                                     | General Roberts              |                               |
| 1995 | Breach of Trust                                 | Colin Kreuger                |                               |
| 1996 | Rattled                                         | Murray Hendershot            |                               |
| 1996 | Raven Hawk                                      | Sheriff Daggert              |                               |
| 1996 | Mulholland Falls                                | Detective Earl               |                               |
| 1996 | Coyote Summer                                   | Mitchell Foster              |                               |
| 1996 | Mercenary                                       | Jack Cochran                 |                               |
| 1996 | The Sweeper                                     | Molls                        |                               |
| 1997 | Top of the World                                | Mel Ridgefield               |                               |
| 1997 | Allie & Me                                      | Detective Frank Richards     |                               |
| 1999 | Out in Fifty                                    | Ed Walker                    |                               |
| 1999 | Night of Terror                                 | Father Connelly              |                               |
| 2000 | Farewell My Love                                | Sergei Karpov                |                               |
| 2000 | Python                                          | Pilot                        |                               |
| 2000 | Thirteen Days                                   | General Marshall Carter      |                               |
| 2000 | Civility                                        | Detective Erickson           |                               |
| 2001 | Knight Club                                     | Fire Marshall                |                               |
| 2001 | Not Another Teen Movie                          | The Coach                    |                               |
| 2002 | Go for Broke                                    | Warden Lessen                |                               |
| 2003 | Gentleman B.                                    | Harry Koslow                 |                               |
| 2003 | Seabiscuit                                      | Charles Strub                |                               |
| 2003 | Nobody Knows Anything                           | Gun Expert                   |                               |
| 2003 | The Librarians                                  | John Strong                  |                               |
| 2004 | Starship Troopers 2: Hero of the Federation     | General Jack Gordon Shepherd |                               |
| 2004 | Art Heist                                       | Victor Boyd                  |                               |
| 2005 | Into the Fire                                   | Captain Dave Cutler          |                               |
| 2005 | The Longest Yard                                | Duane                        |                               |
| 2005 | Venice Underground                              | Captain John Sullivan        |                               |
| 2005 | Brothers in Arms                                | Mayor Crawley                |                               |
| 2005 | Purple Heart                                    | Civilian                     |                               |
| 2006 | The Lost                                        | Ed Anderson                  |                               |
| 2006 | Love Hollywood Style                            | Lawrence                     |                               |
| 2006 | Talladega Nights: The Ballad of Ricky Bobby     | John Hanafin                 | nemenționat (scene eliminate) |
| 2006 | Seraphim Falls                                  | Parsons                      |                               |
| 2007 | The Number 23                                   | Father Sebastian             |                               |
| 2007 | A Modern Twain Story: The Prince and the Pauper | Pop                          |                               |
| 2008 | Camille                                         | Sheriff Steiner              |                               |
| 2008 | The American Standards                          | Harry                        |                               |
| 2008 | Something's Wrong in Kansas                     | Amos                         |                               |
| 2009 | Expecting a Miracle                             | Walter Enright               |                               |
| 2009 | Godspeed                                        | Mitch                        |                               |
| 2011 | The Frankenstein Syndrome                       | Dr. Walton                   |                               |
| 2011 | The Artist                                      | Peppy's Butler               |                               |
| 2012 | The Fitzgerald Family Christmas                 | Jim Fitzgerald               |                               |
| 2012 | Trouble with the Curve                          | Max                          |                               |
| 2014 | The Town That Dreaded Sundown                   | Sheriff Underwood            |                               |
| 2016 | Chief Zabu                                      | Skip Keisel                  |                               |

### Televiziune
| An                | Titlu                                                | Rol                                        | Note                                         |                  |
| ----------------- | ---------------------------------------------------- | ------------------------------------------ | -------------------------------------------- | ---------------- |
| 1971              | Mannix                                               | Sergeant                                   | Episodul: "The Man Outside"                  |                  |
| 1971–1972         | Longstreet                                           | Uniformed Officer / Detective              | 2 episoade                                   |                  |
| 1972              | Cannon                                               | Deputy                                     | Episodul: "A Flight of Hawks"                |                  |
| 1972              | Ironside                                             | Newton                                     | Episodul: "The Countdown"                    |                  |
| 1972–1973         | The Streets of San Francisco                         | Dr. Joseph Ford                            | 2 episoade                                   |                  |
| 1973              | Class of '63                                         | Dave McKay                                 | Film de televiziune                          |                  |
| 1974              | The Waltons                                          | Hyder Rudge                                | Episodul: "The Car"                          |                  |
| 1974              | The Migrants                                         | Mr. Barlow                                 | Film de televiziune                          |                  |
| 1974              | Kojak                                                | Floyd                                      | Episodul: "Mojo"                             |                  |
| 1974              | The New Land                                         | Unknown                                    | Episodul: "The Word Is: Growth"              |                  |
| 1974              | The Godchild                                         | Crees                                      | Film de televiziune                          |                  |
| 1975              | Satan's Triangle                                     | Strickland                                 | Film de televiziune                          |                  |
| 1975              | Baretta                                              | Ed Borgue                                  | Episodul: "Woman in the Harbor"              |                  |
| 1975              | Last Hours Before Morning                            | Bud Delaney                                | Film de televiziune                          |                  |
| 1976              | Police Story                                         | Ralph Coleman / Joseph Kinsella            | 2 episoade                                   |                  |
| 1977              | Charlie's Angels                                     | Lieutenant Howard Fine                     | Episodul: "The Blue Angels"                  |                  |
| 1977              | The Rockford Files                                   | Joseph Bloomberg                           | Episodul: "The Dog and Pony Show"            |                  |
| 1978              | How the West Was Won                                 | Martin Stillman                            | 5 episoade                                   |                  |
| 1978              | The Clone Master                                     | Bender                                     | Film de televiziune                          |                  |
| 1978              | Greatest Heroes of the Bible                         | Ularat                                     | 2 episoade                                   |                  |
| 1979              | The Jericho Mile                                     | Jerry Beloit                               | Film de televiziune                          |                  |
| 1979              | Love's Savage Fury                                   | Sergeant Weed                              | Film de televiziune                          |                  |
| 1979              | Undercover with the KKK                              | Raleigh Porter                             | Film de televiziune                          |                  |
| 1979              | The Misadventures of Sheriff Lobo                    | Captain John Sebastian Cain                | 3 episoade                                   |                  |
| 1979–1980         | B. J. and the Bear                                   | Captain John Sebastian Cain                | 5 episoade                                   |                  |
| 1980              | Hawaii Five-O                                        | Jonas Halloran                             | Episodul: "The Golden Noose"                 |                  |
| 1980              | The Boy Who Drank Too Much                           | Gus Carpenter                              | Film de televiziune                          |                  |
| 1980              | Guyana Tragedy: The Story of Jim Jones               | Jim Jones Sr.                              | Miniserie                                    |                  |
| 1980              | Alcatraz: The Whole Shocking Story                   | Frank Morris                               | Film de televiziune                          |                  |
| 1981              | A Nero Wolfe Mystery                                 | Clay Baylor                                | Episodul: "Sweet Revenge"                    |                  |
| 1982              | In the Custody of Strangers                          | Judge Halloran                             | Film de televiziune                          |                  |
| 1982              | Rooster                                              | Jack Claggert                              | Film de televiziune                          |                  |
| 1983              | Simon & Simon                                        | Colonel Lawrence Grayson                   | Episodul: "What's in a Gnome?"               |                  |
| 1983              | St. Elsewhere                                        | Stan Morgen                                | Episodul: "Working"                          |                  |
| 1983              | Hardcastle and McCormick                             | Rick Vetromile                             | 2 episoade                                   |                  |
| 1983              | Manimal                                              | Colonel Hunt                               | Episodul: "Manimal"                          |                  |
| 1983              | Magnum, P.I.                                         | Captain Quintin                            | Episodul: "Operation: Silent Night"          |                  |
| 1983–1984         | The A-Team                                           | Major Douglas Kyle / Sheriff Hank Thompson | 2 episoade                                   |                  |
| 1984              | The Seduction of Gina                                | Carl                                       | Film de televiziune                          |                  |
| 1984              | CBS Schoolbreak Special                              | Buddy Evans                                | Episodul: "Dead Wrong: The John Evans Story" |                  |
| 1984              | The Three Wishes of Billy Grier                      | Mr. Grier                                  | Film de televiziune                          |                  |
| 1984              | Automan                                              | Michael Hagedorn                           | Episodul: "Murder, Take One"                 |                  |
| 1984              | The Yellow Rose                                      | Cal Everett                                | Episodul: "Land of the Free"                 |                  |
| 1984              | Crazy Like a Fox                                     | Emmett Laszlo                              | Episodul: "Pilot"                            |                  |
| 1984              | The Cartier Affair                                   | Lyndon Dean                                | Film de televiziune                          |                  |
| 1985              | Our Family Honor                                     | Ray Wilfong                                | Episodul: "End of the Line"                  |                  |
| 1986              | The Defiant Ones                                     | Sheriff Leroy Doyle                        | Film de televiziune                          |                  |
| 1986              | The Last Days of Patton                              | Lieutenant Colonel Dr. Paul S. Hill        | Film de televiziune                          |                  |
| 1986              | Screen Two                                           | Jerry Tyler                                | Episodul: "Double Image"                     |                  |
| 1986              | Miami Vice                                           | Captain Cahill                             | Episodul: "Shadow in the Dark"               |                  |
| 1986              | The Thanksgiving Promise                             | Coach Gruniger                             | Film de televiziune                          |                  |
| 1986              | 1987                                                 | Ohara                                      | Vanders                                      | Episodul: "Will" |
| Murder, She Wrote | 1987                                                 | Sheriff Orville Yates                      | Episodul: "The Cemetery Vote"                |                  |
| 1987–1988         | The Equalizer                                        | Robert Nichols / Walter Rowan              | 2 episoade                                   |                  |
| 1989              | Booker                                               | Kendall                                    | Episodul: "High Rise"                        |                  |
| 1990              | Father Dowling Mysteries                             | Rex Burnham                                | Episodul: "The Confidence Mystery"           |                  |
| 1990              | Monsters                                             | Malcolm                                    | Episodul: "Malcolm"                          |                  |
| 1990              | Kojak: Flowers for Matty                             | Police Armorer                             | Film de televiziune                          |                  |
| 1991              | Golden Years                                         | General Louis Crewes                       | Miniserie                                    |                  |
| 1992              | Star Trek: The Next Generation                       | Lieutenant Commander Albert                | Episodul: "The First Duty"                   |                  |
| 1992              | Calendar Girl, Cop, Killer? The Bambi Bembenek Story | Lieutenant Driscoll                        | Film de televiziune                          |                  |
| 1993              | Renegade                                             | Jack Barnell                               | Episodul: "Partners"                         |                  |
| 1993              | Homicide: Life on the Street                         | Gruszynski                                 | Episodul: "And the Rockets' Dead Glare"      |                  |
| 1993              | Murder So Sweet                                      | Glen Emory                                 | Film de televiziune                          |                  |
| 1993              | The Return of Ironside                               | Chief Bell                                 | Film de televiziune                          |                  |
| 1993              | The X-Files                                          | Lieutenant Colonel Marcus Aurelius Belt    | Episodul: "Space"                            |                  |
| 1994              | Secret Sins of the Father                            | Arnold Carter                              | Film de televiziune                          |                  |
| 1994              | Birdland                                             | Captain John Swede                         | Episodul: "Plan B"                           |                  |
| 1994              | Highlander: The Series                               | Avery Hoskins                              | Episodul: "Bless the Child"                  |                  |
| 1995              | The Tuskegee Airmen                                  | General Stevenson                          | Film de televiziune                          |                  |
| 1996              | Kung Fu: The Legend Continues                        | Paladin                                    | Episodul: "Circle of Light"                  |                  |
| 1996              | Raven Hawk                                           | Sheriff Daggert                            | Film de televiziune                          |                  |
| 1997              | Married to a Stranger                                | Harry, Megan's Father                      | Film de televiziune                          |                  |
| 1997              | Walker, Texas Ranger                                 | Silas Bedoe                                | 2 episoade                                   |                  |
| 1997              | Under Wraps                                          | Kubat                                      | Film de televiziune                          |                  |
| 1998              | Millennium                                           | Warden Kellard                             | Episodul: "In Arcadia Ego"                   |                  |
| 1998              | A Bright Shining Lie                                 | General Weyand                             | Film de televiziune                          |                  |
| 1998              | Dollar for the Dead                                  | Jacob Colby                                | Film de televiziune                          |                  |
| 1998              | ER                                                   | Fire Captain Dannaker                      | 6 episoade                                   |                  |
| 1999              | The Magnificent Seven                                | Hank Conley                                | Episodul: "Vendetta"                         |                  |
| 2000              | Law & Order                                          | Defense Counsel                            | Episodul: "Entitled"                         |                  |
| 2001              | Charmed                                              | Sutter                                     | Episodul: "The Good, the Bad and the Cursed" |                  |
| 2002              | CSI: Crime Scene Investigation                       | Barclay Tobin                              | Episodul: "Cats in the Cradle..."            |                  |
| 2004              | JAG                                                  | General Hughes                             | Episodul: "Whole New Ball Game"              |                  |
| 2005              | Into the Fire                                        | Captain Dave Cutler                        | Film de televiziune                          |                  |
| 2005              | NYPD Blue                                            | Jerry Rasmussen                            | Episodul: "Old Man Quiver"                   |                  |
| 2008              | Cold Case                                            | Shep "Mack" McAvoy '08                     | Episodul: "One Small Step"                   |                  |
| 2008              | Chocolate News                                       | Jack Cagney                                | Episodul: "#1.5"                             |                  |
| 2008              | Grey's Anatomy                                       | Timothy Miller                             | Episodul: "These Ties That Bind"             |                  |
| 2009              | Expecting a Miracle                                  | Walter Enright                             | Film de televiziune                          |                  |
| 2009–2010         | Psych                                                | Deputy Commissioner Ed Dykstra             | 2 episoade                                   |                  |
| 2011              | Carnal Innocence                                     | Austin Hatinger                            | Film de televiziune                          |                  |
| 2012–2013         | Shameless                                            | Dick Healey                                | 4 episoade                                   |                  |
| 2013              | The Office                                           | Sam Stone Sr.                              | Episodul "Suit Warehouse"                    |                  |